# Mekosuchinae
Sous-famille
Les Mekosuchinae (en français, mekosuchinés) sont une sous-famille éteinte  de crocodiliens de la famille des crocodilidés.

## Liste des genres
- †Australosuchus Willis & Molnar, 1991
- †Harpacochampsa Megirian, 1991
- †Kambara Willis & Molnar, 1993
- †Pallimnarchus De Vis, 1886
- tribu des Mekosuchini :
  - †Baru Willis, Murray & Megirian, 1990
  - †Mekosuchus Balouet & Buffetaut, 1987
  - †Quinkana Molnar, 1981
  - †Trilophosuchus Willis, 1993
  - †Volia Molnar, Worthy & Willis, 2002

## Phylogénie
| Cladogrammes des Mekosuchinae | |
| Willis, 1993. | Mead et al., 2002 |
| - Crocodylia - Gavialis - - Alligator - - - Crocodylus - Tomistoma - Mekosuchinae - Trilophosuchus - - Pallimnarchus - - Baru - Quinkana | - Mekosuchinae - Pallimnarchus - Australosuchus - Kambara - Mekosuchini - Baru - - Trilophosuchus - - Quinkana - Mekosuchus |